# Musculus serratus anterior

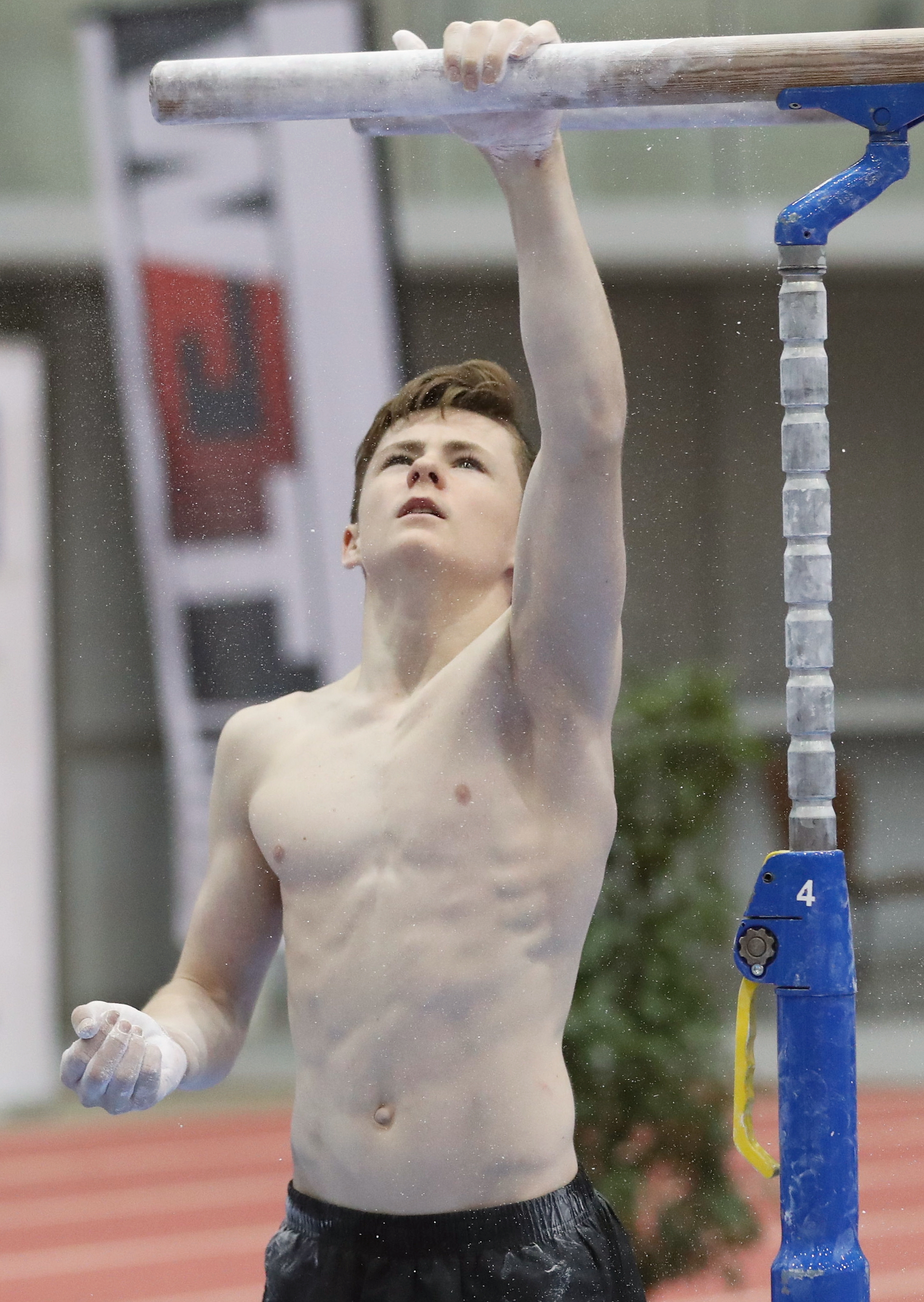
Deutlich sichtbarer linker Musculus serratus anterior eines Turners

Der Musculus serratus anterior  (lateinisch für vorderer Sägemuskel oder „vorderer Sägezahnmuskel“; veraltet: Musculus serratus lateralis, Jenaer Nomina Anatomica 1935) ist ein Skelettmuskel des Schultergürtels. Er verläuft von der Brust Richtung Rücken und bildet dabei ein charakteristisches Muster, das wie eine Reihe von Sägezähnen aussieht; daher der Name. Eine weitere Bezeichnung ist Boxer-Muskel. Bei den vierfüßigen Säugetieren wird der Muskel als Musculus serratus ventralis („bauchseitiger Sägezahnmuskel“) bezeichnet.
Der obere Teil des Musculus serratus anterior wird vom Brustmuskel überdeckt und ist nicht auf der Körperoberfläche sichtbar. Er lässt sich in drei Teile unterscheiden: Der obere Teil (Pars superior) entspringt an der ersten und zweiten Rippe, der mittlere Teil (Pars divergens oder Pars intermedia) an der zweiten bis dritten und der unterste Teil (Pars convergens oder Pars inferior) an der vierten bis neunten Rippe. Die Blutversorgung erfolgt über die Arteria thoracica superior und Arteria thoracica lateralis.
Der Musculus subscapularis drückt sich in die Pars divergens des Muskels ein, die Pars convergens ist meist durch die Haut sichtbar.

## Funktion
Der vordere Sägezahnmuskel kann das Schulterblatt bewegen und kippen, es zum Körper heran und vom Körper weg ziehen. Das ist wichtig, um dem Arm eine Bewegung nach oben, über die Horizontale hinaus und nach hinten, auf den Rücken, zu ermöglichen. Bei aufgestützten Armen und somit der Feststellung der Schulterblätter dient der Muskel als Einatemmuskel, da er so die Rippen hebt.
Der Musculus serratus anterior ermöglicht, das Schulterblatt nach vorn und rund um den Brustkorb zu ziehen.
Der Muskel ist ein Antagonist der Rautenmuskeln (Musculus rhomboideus major und minor). Wenn jedoch oberer und unterer Teil zusammenarbeiten, drücken sie das Schulterblatt zusammen mit den Rautenmuskeln gegen den Brustkorb.
Der Musculus serratus anterior ermöglicht auch, das Schulterblatt aufwärts zu drehen, z. B. beim Gewichtheben. Dabei wirkt er mit dem Musculus trapezius zusammen.

## Innervation
Der Musculus serratus anterior ist durch den Nervus thoracicus longus (langer Brustnerv), einen Zweig des Plexus brachialis innerviert. Der lange Brustnerv verläuft auf der Innenfläche des Musculus serratus anterior.

## Varietäten
Normalerweise hat der vordere Sägemuskel beim Menschen neun Zacken, aber es kann zu zusätzlichen oder fehlenden Zacken kommen. Meist liegen sie in dem Bereich, der vom Brustmuskel überdeckt ist (Pars divergens).

## Erkrankungen
Eine Lähmung des Muskels führt zu einer Innenneigung des Schulterblatts (Scapula alata).